# Élections sénatoriales de 2020 au Nevada
Les élections sénatoriales de 2020 au Nevada ont lieu le 3 novembre 2020 afin d'élire 10 des 21 membres du Sénat de l'État américain du Nevada.
Malgré un léger recul, le parti démocrate conserve la majorité absolue des sièges.

## Système électoral
Le Sénat du Nevada est la chambre haute de son parlement bicaméral. Il est composé de 21 sièges pourvus pour quatre ans mais renouvelé par moitié tous les deux ans au scrutin uninominal majoritaire à un tour dans autant de circonscriptions que de sièges à pourvoir.

## Résultats
|                     |                       |         |       |             |        |        |             |               |  |
| Partis              | Partis                | Voix    | %     | Sièges      | Sièges | Sièges | Sièges      | Sièges        |  |
| Partis              | Partis                | Voix    | %     | Total avant | En jeu | Élus   | Total après | +/-           |  |
|                     | Parti démocrate (D)   | 321 290 | 56,16 | 13          | 7      | 6      | 12          | 1             |  |
|                     | Parti républicain (R) | 234 367 | 40,97 | 8           | 3      | 4      | 9           | 1             |  |
|                     | Américain indépendant | 14 387  | 2,51  | 0           | 0      | 0      | 0           | en stagnation |  |
|                     | Parti libertarien (L) | 2 007   | 0,35  | 0           | 0      | 0      | 0           | en stagnation |  |
|                     |                       |         |       |             |        |        |             |               |  |
| Total votes valides | Total votes valides   | 572 051 | 100   | 21          | 10     | 10     | 21          | en stagnation |  |